# Lithacodia folium
Lithacodia folium är en fjärilsart som beskrevs av William Schaus 1914. Lithacodia folium ingår i släktet Lithacodia och familjen nattflyn. Inga underarter finns listade i Catalogue of Life.